# Día de la libertad: nuestras fuerzas armadas
Tag der Freiheit: Unsere Wehrmacht (Día de la libertad: nuestras fuerzas armadas (1935) es el tercer documental dirigido por Leni Riefenstahl que se centra en el ejército alemán. Relata el Séptimo Congreso del Partido Nazi, que tuvo lugar en Núremberg.
Tag der Freiheit fue dada por perdida al final de la Segunda Guerra Mundial, pero en los años 1970 fue descubierta una edición incompleta del documental. Las imágenes preservadas muestran que Riefenstahl principalmente retomó el enfoque que utilizó en El triunfo de la voluntad (1934), aunque ciertas secuencias más expresionistas presagian claramente el estilo más audaz que adoptaría en Olympia (1938).

## Sinopsis
Se presenta una advertencia de lo que está por venir por medio de la representación de un simulacro de batalla escenificado por las tropas alemanas durante las ceremonias en Núremberg por el Día de las Fuerzas Armadas de Alemania en 1935. La cámara sigue a los soldados desde sus preparativos a inicios de la mañana en sus tiendas de campaña y cuando marchan cantando a la amplia plaza donde tiene lugar una guerra en miniatura donde participa la infantería, caballería, aeronaves, defensas antiaéreas. Asimismo, tiene lugar la primera aparición pública del nuevo tanque alemán que es presentado ante Adolf Hitler y miles de espectadores.
La película termina con un montaje de banderas nazis al son del Deutschlandlied y con una toma de aviones alemanes volando en una formación esvástica.

## Antecedentes
Como varios generales de la Wehrmacht protestaron por la mínima presencia del ejército en El triunfo de la voluntad, Hitler propuso su propio compromiso "artístico" para que dicho documental abriera con una cámara lenta que siguiera a una fila de todos los generales "obviados", de forma que se aplacaran sus egos. Según su propio testimonio, Leni Riefenstahl rechazó esta sugerencia e insistió en mantener el control artístico sobre El triunfo de la voluntad; sin embargo, estuvo de acuerdo en regresar al Congreso de 1935 y filmar una película exclusivamente sobre la Wehrmacht, la cual se convirtió en Tag der Freiheit.